# غواص گلوسرخ

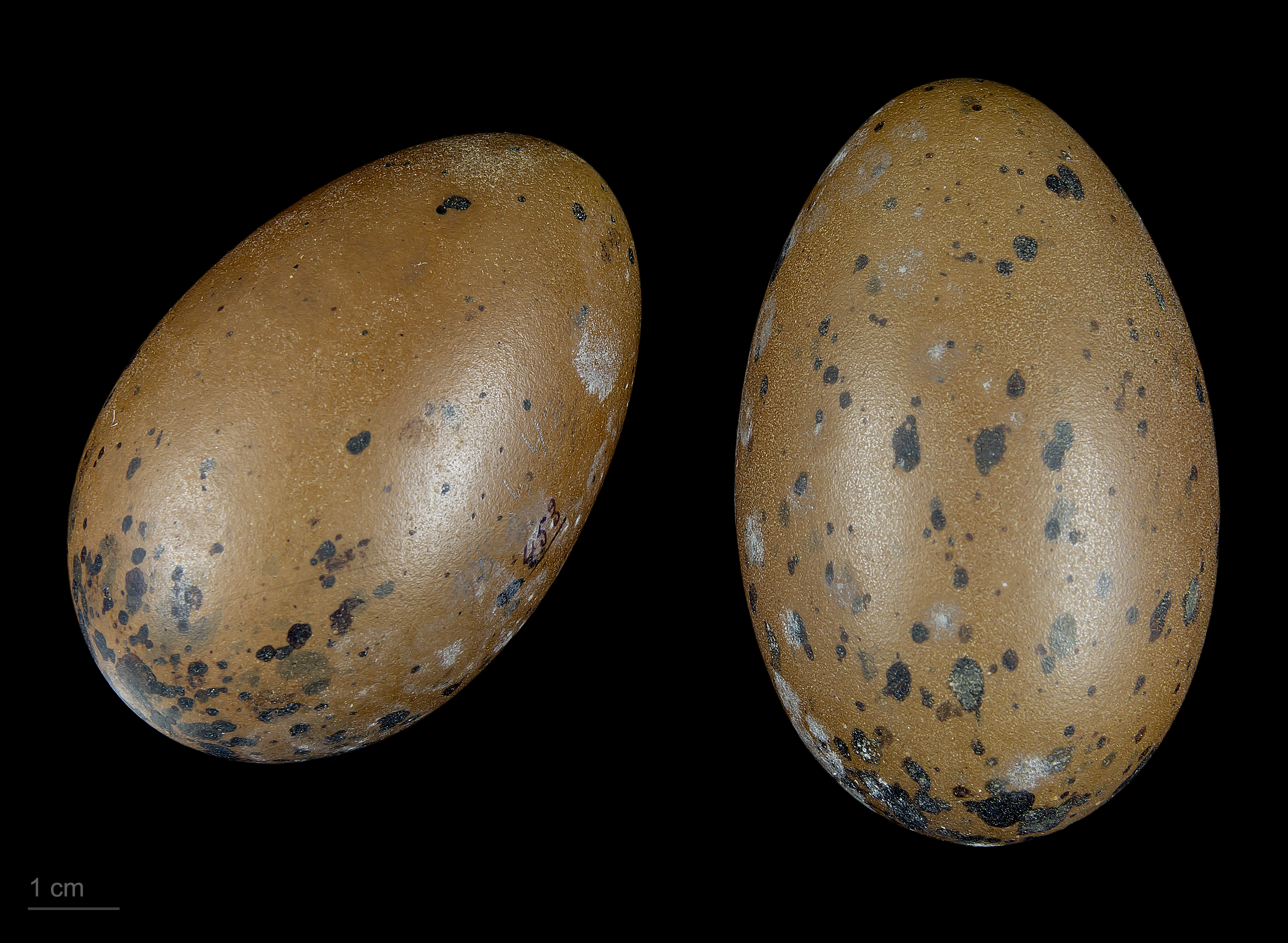
Gavia stellata

غواص گلوسرخ در حالت پرواز.

غواص گلوسرخ یا شیرجه‌رو گلوسرخ (نام علمی: Gavia stellata) پرنده‌ای از راسته غواص‌سانان، مهاجر و آبزی است که در نیمکره شمالی یافت می‌شود. این پرنده نخستین بار توسط زیست‌شناس دانمارکی اریک پونتوپیدان توصیف شد. این پرنده کمیاب کوچکترین و سبکترین نوع غواص با ۵۳ تا ۶۹ سانتی‌متر طول بدن و ۹۰ تا ۱۲۰ سانتی‌متر طول بال‌هاست.

## توصیف ظاهری
طول غواص گلوسرخ ۵۳ تا ۵۸ سانتی‌متر است و کوچکترین پرنده از تیره غواصان به شمار می‌رود. نیم‌نوک بالای آن کشیده و نیم‌نوک پایین اندکی به سوی بالا متمایل است. سر این پرنده خاکستری است و پس سر و گلو با خطوط خاکستری و سیاه و سفید پوشیده شده‌اند. پس سر در زمستان اندکی خالدار است. زیر تنه به رنگ سفید است و این سفیدی تا زیر گلو و چانه ادامه می‌یابد، به طوری که صورت نیز سفید به نظر می‌آید. روتنه به رنگ قهوه‌ای است و خال‌های ریز سفیدی در آن دیده می‌شوند. این پرنده در فصل جفت‌گیری، با لکهٔ قرمز بلوطی درجلو گلو و نیز بالا گرفتن سر ومنقارش شناسایی می‌شود.

## زیستگاه
این پرنده، زمستان‌ها، عمدتاً در آب‌های کرانه‌ای به سر می‌برد. در فصل جفت‌گیری نیز در دریاچه‌های کوچک و کرانه‌های نزدیک به آب تخم‌گذاری می‌کند. در ایران، زمستان‌ها به تعداد کم و در کرانه‌های دریای مازندران دیده شده است.